# アヌッシュ

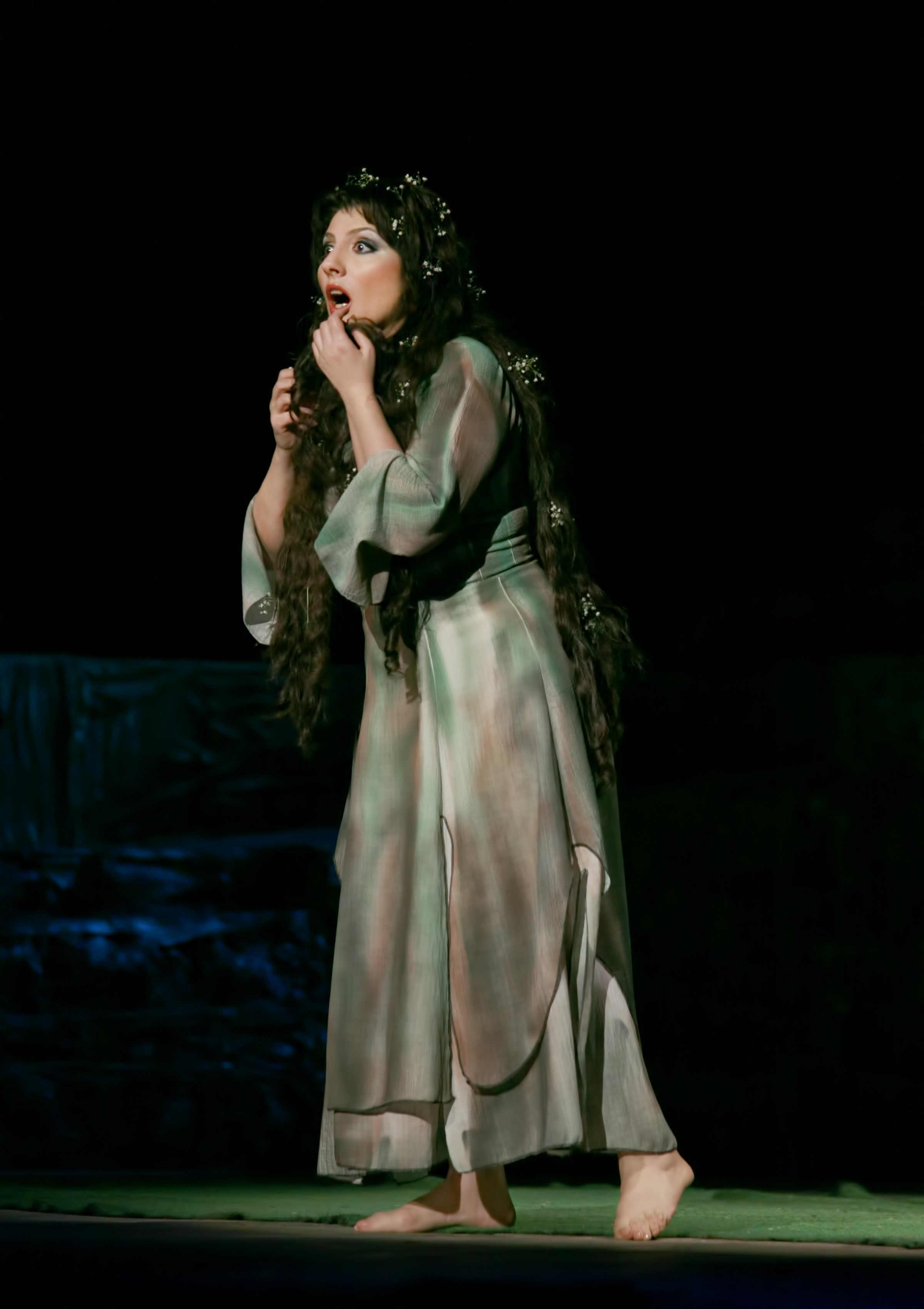
アヌッシュ役のアナヒト・メヒタリアン

『アヌッシュ』（アルメニア語：Անուշ）は、アルメニアの作曲家アルメン・ティグラニアン作曲のオペラ。

## 概要
5章から成るオペラで、1892年にホヴハンネス・トゥマニャンの書いた同名の詩に基づいている。1912年に作曲され、ギュムリで初演されたが、専門家による上演は1935年のエレバン歌劇場を待たなければならなかった。今日では『アヌッシュ』は、この劇場の名物になっている。『アヌッシュ』はアルメニア音楽史で重要な位置を占めている。『アヌッシュ』はアルメニアの民俗音楽や文化に着想を得た初めてのオペラであり、アルメニアで最も人気のある劇場作品である。このオペラは小作農の少女アヌッシュの悲劇を描いている。彼女の短い恋は、恋人のサロと兄のモッシーの諍いによる死によって終わる。

## あらすじ
19世紀のアルメニアの村を舞台に悲恋は起きる。アヌッシュは若い村の女性で、羊飼いのサロと恋に落ちる。ある夜、村の結婚式で、アヌッシュの兄のモッシーとサロは友好的なレスリングの試合をする。しかし、慣習通りにモッシーを勝たせる代わりに、サロは村の決闘作法を破りモッシーに恥をかかせる。激怒したモッシーはサロを殺すことを誓い、彼らは敵同士となってしまう。モッシーはサロを射殺し、この喪失の悲しみからアヌッシュは狂ってしまい、崖から身投げして自殺する。